# Kvista
Kvista – miejscowość (tätort) w Szwecji, w regionie administracyjnym (län) Sztokholm, w gminie Upplands-Bro.
Według danych Szwedzkiego Urzędu Statystycznego liczba ludności wyniosła: 367 (31 grudnia 2018) i 378 (31 grudnia 2019).